# Capoeira
Capoeira (portugalsko: [kapuˈe(j)ɾɐ]) je afro-bazilska borilna veščina in igra. Vključuje tudi elemente plesa, akrobatike, folklore, glasbe in duhobnosti. Po navadi je izvajanje poimenovano z igro (jogo - portugalsko). Razvila se je v Braziliji v začetku 16. stoletja. Poznana je po svojih fluidnih in kompleksnih gibih, udarcih z nogo, obratih in akrobatskih tehnikah, za kar uporablja predvsem moč, hitrost in silo vzvoda.
26. novembra 2014 je UNESCO capoeiro vpisal na seznam nesnovne kulturne dediščine.

## Ime
V preteklosti so številni udeleženci za to umetnost uporabljali ime angola ali izraz brincar de angola (»igranje angole«). V policijskih dokumentih je bila capoeira znana kot capoeiragem, izvajalec pa je bil imenovan capoeira. Postopoma je umetnost postala znana kot capoeira, praktikanta pa so imenovali capoeirist. V ožjem smislu je capoeiragem pomenil skupek borilnih veščin. Izraz jogo de capoeira (igra capoeire) se uporablja za opis umetnosti v performativnem kontekstu.
Čeprav se o tem razpravlja, najbolj splošno sprejet izvor besede capoeira izvira iz besed Tupi ka'a ('gozd') paũ ('okrogel'), ki se nanaša na območja nizkega rastlinja v brazilski notranjosti, kjer so se skrivali pobegli sužnji.

## Zgodovina
Začetki Capoeire časovno sovpadajo z začetkom suženjstva v Braziliji. V začetku 17. stoletja so portugalski kolonialisti v svoje kolonije začeli uvažati sužnje, večinoma iz zahodne Afrike. Največ, skoraj 40 % vseh sužnjev prepeljanih čez Atlantski ocean, je prejela Brazilija. Ker so zgodovinski pisni viri o obdobju med 16. stoletjem in začetku 19. stoletja zelo redki, je to obdobje zgodovine Capoeire še vedno zelo nejasno. Kljub temu, ustno izročilo, jezik in ostali dokazni viri, nedvomno pričajo o njenih afro-brazilskih koreninah. 

### Izvor
V 16. stoletju si je Portugalska prisvojila enega največjih ozemeljskih teritorijev kolonialnih imperijev, vendar ji je za kolonizacijo primanjkovalo ljudi, še posebej delavcev. Zaradi tega primanjkljaja se je Portugalska, tako kot večina evropskih kolonialističnih držav, odločila za uporabo suženjstva. V prvem stoletju je bila njena glavna ekonomska aktivnost v koloniji pridelovanje in predelovanje sladkornega trsa. S tem namenom so bile ustanovljene velike plantaže, imenovane engenhos, ki so bile odvisne od suženjskega dela. Sužnji, ki so živeli v nehumanih in ponižujočih razmerah, so bili prisiljeni na težko delo in bili pogosto fizično kaznovani že za manjše prekrške.
V tem okolju je bila capoeira rojena kot preprosto upanje za preživetje. Bila je orodje s katerim je neopremljen pobegli suženj lahko preživel v neznanem, neprijaznem okolju in lahko kljuboval lovu capitães-do-mato, oboroženim in opremljenim kolonialističnim agentom, katerih naloga je bila iskanje in ujetje pobeglih.

### Quilombos
Pobegli sužnji so se združevali in ustanavljali quilombos. To so bili primitivni zaselki na težko dostopnih in oddaljenih krajih. Nekateri so hitro rastli in s tem pritegnili ne le več ubežnikov, temveč tudi avtohtono prebivalstvo Brazilije ter Evropejce, ki so skušali ubežati krščanskemu ekstremizmu. Nekateri so zrasli do te mere, da so postali ogromne neodvisne multietnične entitete.
Vsakodnevno življenje v quilombu je omogočalo poleg svobode tudi oživljanje tradicionalnih kulturnih prvin, ki so bile pod kolonialnimi zakoni zatrte. V takem multietničnem okolju, ki je bilo neprestano ogroženo s strani portugalskih kolonialnih oboroženih čet, se je Capoeira iz orodja preživetja razvijala v borbeno veščino osredotočeno na vojno stanje.
Največji quilombo, Quilombo dos Palmares, je bil sestavljen iz več vasi in je obstajal več kot stoletje. Doživel je vsaj 24 manjših napadov in 18 kolonialnih invazij. Vsi napadi so bili uspešno odbiti. Portugalski vojaki so opisovali, da se je borec iz quilomba branil z nenavadnimi borbenimi tehnikami in da je bil potreben več kot en konjenik, če si hotel enega ujeti. Guverner province je izjavil, da je težje premagati en quilombo kot nizozemsko vojsko.

### Urbanizacija
Leta 1808 je princ in bodoči kralj Dom Jožef VI. skupaj s celotnim portugalskim dvorom pobegnil v Brazilijo. Razlog je bila Napoleonova invazija na Portugalsko. Kolonija, ki je bila do tega trenutka izkoriščana le zaradi svojih naravnih virov in pridelkov iz plantaž, se je končno začela razvijati kot narod. Portugalski monopol se je končal, ko so se brazilska pristanišča odprla za trgovanje še z drugimi narodi. Mesta so pridobivala na pomembnosti in Brazilcem je bilo dovoljeno izdelovati izdelke, ki so bili prej uvoženi le iz Portugalske (npr. steklo).
Zapisi o vadečih capoeire obstajajo vse od 18. stoletja dalje v Rio de Janeiru, Salvadorju in Recifu. Velika mesta so rasla in potreba po sužnjih se je povečala. S tem je tudi capoeira pridobivala na pomembnosti in številčnosti vadečih. Bila pa je tudi pogosto uporabljena proti kolonialnim stražam v Riu, tako da jo je kolonialna vlada skušala zatreti in vzpostavila različne fizične kazni. Obširno zajeti podatki policije v 19. stoletju o pridržanju mnogo sužnjev in svobodnih ljudi zaradi vadbe capoeire:
»Od 288 sužnjev zaprtih v zaporu Calabouço med letoma 1857 in 1858 jih je bilo 80 (31 %) aretiranih zaradi capoeire in samo 28 (10, 7 %) zaradi pobega. Od 4303 aretiranih v Riu leta 1862 jih je bilo 404 pridržanih (skoraj 10 %) zaradi capoeire.«

### Konec suženjstva in prepoved capoeire
Do konca 19. stoletja je bilo v Brazilskem cesarstvu suženjstvo odpravljeno. Razlogi so bili različni; napadi milic iz quilombov na plantaže, ki so se še posluževale suženjstva, nesodelovanje brazilske vojske pri lovljenju sužnjev ubežnikov in vse večje pojavljanje abolicionističnih gibanj. Cesarstvo je skušalo umiriti problematiko z zakoni o zamejevanju suženjstva, vendar je Brazilija 13. maja leta 1888 nehala priznavati institucijo suženjstva s sprejetjem zakona Lei Áurea (Zlati Zakon), uzakonjen v cesarskem parlamentu in podpisan od princese Isabele.
Po nastopu zakona pa so se svobodni nekdanji sužnji počutili zapostavljene. Večina jih ni imela kje živeti, niso dobili dela in so bili s strani brazilske družbe prezrti; videni so bili kot leni delavci. Hkrati se je povečalo tudi priseljevanje ljudi iz Evrope in Azije, kar je še dodatno otežilo nekdanjim sužnjem dostopnost do dela.
Capoeiristi so kmalu začeli uporabljati svoje veščine v nekonvencionalne namene; kriminalne združbe in vojni gospodarji so jih najemali za telesne stražarje in najete morilce, v Riu so skupine capoeristov, imenovane maltas, začele pleniti po mestu. Leta 1890 je nedavno razglašena Republika Brazilija odredila prepoved capoeire po celi državi. Stanje družbe v prestolnici je bilo kaotično in policija je poročala o capoeiri kot o prednosti pri bojevanju.
Po prepovedi je bil katerikoli državljan, ki je uporabljal capoeiro v pretepu ali kakorkoli drugače izvajal oziroma vadil to veščino, aretiran, mučen in pogosto pohabljen s strani policije. Roda de capoeira, kot ena izmed oblik kulturne prakse, je bila izvajana na odročnih krajih, pogosto s postavljeno stražo, ki bi opozorila na približevanje policije.

### Luta Regional Baiana
Do 1920-ih je represija počasi upadala. Mestre Bimba iz Salvadorja je bil močan borec v legalnih in ilegalnih borbah, kjer je spoznal tudi svojega bodočega učenca Cisnado Lima. Oba sta bila mnenja, da capoeira izgublja svoje borbene prvine zaradi vse večje uporabe veščine za animiranje turistov. Bimba je začel razvijati prvo sistematično metodo treninga za capoeiro in leta 1932 ustanovil prvo šolo capoeire. Vendar je bilo ime capoeira še vedno ilegalno, zato mu je Cisnando svetoval, da svoj slog raje poimenuje Luta Regional Baiana (Regionalna borba iz Baiane).
Leta 1937 je z dovoljenjem salvadorskega sekretarja za izobrazbo (Secretaria da Educação, Saúde e Assistência de Salvador) Bimba ustanovil šolo imenovano Centro de Cultura Física e Luta Regional. Njegovo delo je bilo zelo dobro sprejeto in je poučeval capoeiro tudi mestno kulturno elito. Do leta 1940 je capoeira končno izgubila kriminalno konotacijo in bila legalizirana.
Regionalni slog Bimbe je zasenčil tradicionalne capoeriste, ki še vedno niso uživali zaupanja družbe. To se je začelo spreminjati, ko je leta 1941 Vicente Ferreira Pastinha ustanovil Centro Esportivo de Capoeira Angola (CECA), locirano v Pelorinhu, soseski v Salvadorju. Ta šola je privabljala veliko tradicionalnih capoeristov. S slovesom CECA je tradicionalni slog dobil ime capoeira angola. Ime izvira iz besedne zveze brincar de angola (igranje angole), ki je bila v 19. stoletju ponekod v rabi. Prevzeli so jo tudi drugi mojstri, ki niso nujno sledili Pastinhejevemu slogu.

### Danes
Danes capoeira ni le borilna veščina, ampak aktivni način izvoza brazilske kulture po celem svetu. Od 1970-ih so številni mojstri emigrirali v druge države z namenom poučevanja capoeire. Ta je prisotna že v mnogo državah po vseh kontinentih sveta in vsako leto v Brazilijo privabi tisoče učencev capoeire. Tuji učenci se trudijo naučiti tudi portugalščine, da bi lahko veščino bolje spoznali. Ugledni in priznani mojstri pogosto učijo v tujini in ustanavljajo svoje šole. Tako so predstavitve capoeire, ki so bolj teatralne, s poudarkom na akrobatiki, kot pa borbene, pogost pojav po celem svetu.
Kjub temu je borbeni aspekt še vedno zelo prisoten, ampak manj očiten in je zato večkrat prezrt s strani ne-vadečih. Zelo dobri capoeristi so sposobni celo neposreden napad izvesti tako, da izgleda kot prijateljska gesta.
Simbol brazilske kulture, simbol etničnega amalgama, ki karakterizira Brazilijo, simbol odpora proti represiji; capoeira je nedvomno spremenila podobo Brazilije in postala simbol ponosa Brazilcev. Uradno tvori tudi del neločljive kulturne dediščine Brazilije.

## Tehnike
Capoeira je hitra in vsestranska borilna veščina, ki je bila v preteklosti osredotočena na boj proti skupini nasprotnikov ali v primeru tehnične prednosti. 
Slog poudarja uporabo celotnega spodnjega dela telesa za izvedbo udarcev, spotikov in podiranja nasprotnika in zgornji del telesa, da pomaga tem gibom in za občasne napade z zgornjim delom telesa. Ima lastnosti vrste zapletenih položajev in drže telesa, ki naj bi se zverižile v neprekinjenem toku gibanj, z namenom izvedbe udarcev, umikov in gibanj ne da bi prekinili gibanje, ki izraža slog z nepredvidljivimi in vsestranskimi elementi.
Ginga (dobesedno 'zibanje naprej in nazaj', 'nihanje') je temeljni premik pri capoeiri, je pomembna za napad in obrambne namene. Ima dva glavna cilja. Eden je, da se capoeirist obdrži v stanju nenehnega gibanja, kar preprečuje da bi bil lahka tarča. Drugi cilj je uporaba zavajajočih gibov, z namenom preslepitve nasprotnika, da se ta odpre za napad ali protinapad.
Napadi v capoeiri temeljijo na izkoriščanju priložnosti in čeprav so gibi zavajajoči ali izvedeni kot triki, morajo biti natančni in odločni, kot je neposreden udarec v glavo, obraz, bistveni del telesa ali močnim podiranjem nasprotnika. Večina napadov v capoeiri je izvedena z nogami, kot so neposredni udarci ali udarci z obratom in vrtenjem, podiranjem nasprotnika z udarci in prijemi spodnjega dela nog, ali udarci s koleni. Udarci s komolci, pestmi, dlanjo in druge oblike podiranja nasprotnika zaključujejo glavni seznam. Zelo pomemben protinapad je tudi udarec z glavo.
Obramba temelji na načelu ne-upiranja, kar pomeni izogibanje napadu z umikanjem, namesto blokiranja. Umiki se imenujejo esquivas in so odvisni od smeri napada in namena tistega, ki se brani. Mogoče jih je izvesti stoje ali z naslonom roke na tla. Blokiranje napada se izvaja samo, ko je esquiva popolnoma neizvedljiva. Ta strategija omogoča hitre in nepredvidljive protinapade, možnost da se osredotočimo na več kot enega nasprotnika, ter možnost da se soočimo praznih rok proti oboroženem nasprotniku.
Niz obratov in akrobacij (kot so kolesa, imenovana aú ali prehodni položaj, imenovan negativa) omogoča capoeiristu hitro premagati poskus podiranja s strani nasprotnika ali izgubo ravnotežja, ter postavitev okoli nasprotnika in v pripravljen položaj za napad. Prav ta kombinacija napadov, obrambe in mobilnosti, daje capoeiri njeno prepoznavno 'pretočnost' in koreografiji podoben slog.

## Orožje
Skozi večino svoje zgodovine je v Braziliji capoeira vključevala orožje in uporabo orožja, kar ji je dalo prispodobo ulične borilne veščine. Capoeiristi so običajno nosili nože in ostro orožje skrite v notranjosti glasbil imenovanih berimbau ali pa so berimbau uporabili kot orožje z dodajanjem rezila na njegovo konico. Tudi nož ali britvico so uporabljali pri uličnih rodah (borilni krog) proti sovražniku. Druga skrivališča za orožje so bili klobuki in senčniki.
Mestre Bimba je vključil v svoje nauke curso de especialização specializacije, v katerih so učence poučevali o zaščiti pred noži in pištolami, kot tudi uporabo noža, ravne britve, kose, kija, chanfolo (dvorezno bodalo), facão (mačeta) in tira-teima (trsni meč). Po končanem izobraževanju, so učenci prejeli rdeč šal, ki je označeval njihovo specializacijo. Uporabo navedenih metod so prakticirali samo določen čas. Bolj znana in bolj pogosta uporaba orožja s strani Mestre Bimba in njegovih učencev je bila vadba, ki se je nanašala na razorožitev nasprotnika.
Tovrstno usposabljanje z orožjem, je v današnjih časih skoraj povsem odsotno, vendar nekatere skupine še vedno vadijo uporabo britvice za obredno uporabo v rodah.

## Capoeira kot igra
V bantujski kulturi izraz Nkhumbi ochimama povzema prekrivajoče se pomene igre, plesa in tradicije. To prekrivanje najdemo tudi v afro-brazilski folklori, kjer se številne podobne oblike izražanja imenujejo brincadeiras (igre). Nekateri učenjaki so capoeiro razlagali kot način prikrivanja borilnih veščin v plesnih gibih. Vendar raziskave iz Angole kažejo, da je povezava med igro, bojem in plesom lahko še globlja. Ti učenjaki menijo, da je ambivalentnost med temi tremi elementi temeljni vidik slovnice prednikov, ki si jo delita engolo in capoeira.
Igranje capoeire je hkrati igra in metoda vadbe uporabe gibov capoeire v simuliranem boju. Lahko se igra kjerkoli, vendar se običajno izvaja v rodi. Med igro se uporablja večina gibov capoeire, vendar se capoeiristi običajno izogibajo udarcem s pestmi ali komolci, razen če gre za zelo agresivno igro. Igra se ne osredotoča na zbijanje ali premagovanje nasprotnikov, temveč na telesni dialog in poudarjanje veščin.

### Roda
Roda je krog, ki ga tvorijo capoeiristi z vključitvijo glasbil in petja, kjer vsak udeleženec poje tradicionalne pesmi in ploska z rokami v ritmu glasbe. Dva capoeirista vstopita v rodo in odigrata igro v skladu s slogom, ki ga zahteva glasbeni ritem. Igra se konča, ko eden od glasbenikov, ki igra na Berimbau, določi konec igre. Tudi tako da se eden od capoeiristov izloči ali zapusti igro in se v igro vključi drug capoeirist, tako da začnete igrati, z enim od igralcev.
V rodi so prisotni vsi kulturni vidiki capoeire, ne le borilna stran. Zračne akrobacije so običajne pri predstavitvenih rodah, medtem ko jih pri resnejših ne opazimo tako pogosto. Odstranitve so po drugi strani pogoste v resni rodi, a redko vidne v predstavitvah.

### Batizado=
Batizado (lit. krst) je obredna roda, kjer novi učenci dobijo priznanje in naziv capoeiristas in dobijo svojo prvo diplomo. Tudi bolj izkušeni študenti lahko napredujejo, odvisno od njihovega napredka in osvojenega znanja gibov, udarcev, akrobacij in kulture capoeire. V Capoeiri Regional pri Mestre Bimba je batizado prva igra novega študenta ob zvoku in ritmu berimbaua.
Učenci vstopijo v rodo proti visoko rangiranemu capoeiristu (kot je učitelj ali mojster) in običajno se igra konča tako, da učenca odstranijo. V nekaterih primerih lahko bolj izkušeni capoeirist oceni, da je odstranitev nepotrebna. Po batizadu je podana nova stopnja, običajno v obliki vrvice.
Tradicionalno je batizado trenutek, ko novi vaditelj dobi ali formalizira svoj apelido (vzdevek). Ta tradicija je nastala v času, ko je vadba capoeire veljala za zločin. Da bi se izognili težavam z zakonom, so se capoeiristi v skupnosti predstavljali le s svojimi vzdevki.

### Chamada
Chamada pomeni 'klic' in se lahko zgodi kadar koli med rodo, kjer se igra ritem angola. Zgodi se, ko en igralec, navadno naprednejši, pokliče nasprotnika k ritualu, podobnemu plesu. Nasprotnik se nato približa klicatelju in ga sreča, da hodi drug ob drugem. Po tem oba nadaljujeta normalno igro.
Čeprav se morda zdi kot čas za odmor ali ples, je chamada pravzaprav past in preizkus, saj klicatelj samo opazuje, ali bo nasprotnik popustil, da bo lahko izvedel odstranitev ali udarec. To je kritična situacija, ker sta oba igralca ranljiva zaradi neposredne bližine in možnosti za nenaden napad. Je tudi orodje za izkušene praktike in mojstre umetnosti, da preizkusijo učenčevo zavest in pokažejo, kdaj se je učenec prepustil napadu.
Uporaba chamade lahko povzroči visoko razvit občutek zavedanja in pomaga praktikantom, da se naučijo tankosti predvidevanja skritih namenov druge osebe. Chamada je lahko zelo preprosta, sestavljena samo iz osnovnih elementov, ali pa je ritual lahko precej dodelan, vključno s tekmovalnim dialogom z zvijačami ali celo gledališkimi okraski.

## Glasba
Glasba je sestavni del capoeire. Ta določa tempo in slog igre, ki se igra v rodi. Ritem glasbe vodi tradicionalni instrument, ki se imenuje berimbau. Ritem je lahko različen od zelo počasnega do zelo hitrega, odvisno od sloga rode.

### Glasbila
Glasbila so v rodi razporejena v vrsto, imenovano bateria. Baterio tradicionalno sestavljajo trije berimbaui (enostrunski lok, pritrjenega na bučni resonator, na katerega se igra s palico in kovancem ali kamnom), dva pandeira (podoben tamburinu), trije atabaque (visok, lesen, afro-brazilski ročni boben, podoben congi), ena agogo (dva zvonca, pritrjena s kovinskim kosom v obliki črke U) in ena ganza (brazilska ropotulja, ki se uporablja kot tolkala, predvsem v samba glasbi), vendar se ta format lahko razlikuje glede na tradicijo capoeira skupine ali sloga rode.
Berimbau je vodilni instrument, ki določa tempo in slog glasbe in igre. Dva nizkotonska berimbausa (imenovana Berra-boi in medio) tvorita osnovo, visok berimbau (imenovan viola) pa omogoča variacije in improvizacije. Ostala glasbila morajo slediti ritmu berimbaua, svobodni za spreminjanje in malo improvizacije, odvisno od glasbenega sloga skupine capoeira.
Ker capoeiristi bistveno spremenijo svoj slog igranja po toku berimbauja, ki določa hitrost, slog in agresivnost igre, je glasba tista, ki poganja igro capoeire.

### Pesmi
Mnoge pesmi se pojejo v obliki klica in odgovora, način kjer refren pojejo vsi prisotni capoeristi. Capoeiristi pojejo o različnih temah. Nekatere pesmi govorijo o zgodovini ali zgodbah slavnih capoeiristov. Druge pesmi poskušajo navdihniti igralce, da igrajo bolje. Nekatere pesmi so o tem, kaj se dogaja v rodi. Včasih so pesmi o življenju in izgubljeni ljubezni. Druge imajo lahkotna in igriva besedila.
Obstajajo štiri osnovne vrste pesmi: Ladaínha, Chula, Corrido in Quadra. Ladaínha je pripovedna solo pesem in se poje samo na začetku rode, pogosto s strani Mestrea (mojster) ali najbolj spoštovanega prisotnega capoeirista. Solu sledi louvação, vzorec klica in odgovora, ki se običajno med drugim zahvaljuje Bogu in svojemu gospodarju. Vsak klic običajno ponovijo besedo za besedo. Chula je pesem, pri kateri je pevski del veliko večji od odziva refrena, običajno osem verzov pevca za en odziv refrena, vendar se delež lahko razlikuje. Corrido je pesem, kjer sta del pevca in refren enaka, običajno dva verza za dvema odgovoroma. Končno Quadra je pesem, kjer se isti verz ponovi štirikrat, bodisi trije verzi pevca, ki jim sledi en odziv na refren, ali en verz in en odgovor
Pesmi capoeire lahko govorijo o skoraj vsem, pa naj gre za zgodovinsko dejstvo, slavnega capoeirista, trivialna življenjska dejstva, skrita sporočila za igralce, karkoli. Zelo pomembna je tudi improvizacija, saj lahko glavni pevec med petjem skladbe spremeni besedilo glasbe in pove nekaj, kar se dogaja v rodu ali zunaj njega.

## Filozofija

### Malícia
Osnovni izraz filozofije capoeire je malícia (zloba). Eden od vidikov zlobe je zavajanje nasprotnika, da misli, da boste izvedli določeno potezo, v resnici pa boste naredili nekaj povsem drugega. Obstaja primer malicije Besoura, ki je nekoč med igro padel na tla, jokal kot ženska in prosil za usmiljenje. Mestre João Pequeno je trdil, da uči svoje učence, kako igrati capoeiro, vendar bi se morali malície naučiti sami, saj se je ne da naučiti.
Pomen malícia v capoeiri se je sčasoma razširil na zvitost, sumničavost, budnost, pripravljenost, prožnost in prilagajanje. V bistvu gre za zmožnost razumevanja namere nekoga in uporabo tega razumevanja za napačno usmeritev nekoga glede vaše naslednje poteze. V sodobni capoeiri je to storjeno dobrodušno, v nasprotju s tem, kar lahko nakazuje beseda.

### Malandragem
Malandragem je beseda, ki izhaja iz malandra, človeka, ki je uporabljal ulično pamet, da je lahko preživel. V 19. stoletju je bila capoeira precej podobna tipu urbanega človeka, ki je bil nenehen vir težav – malandru (pank).
V 19. stoletju v Riu de Janeiru je bil capoeirist malandro (lopov) in kriminalec, strokovnjak za uporabo udarcev z nogo (golpes), zamahov (rasteiras) in udarcev z glavo (cabeçadas), pa tudi z uporabo rezila.
V capoeiri je malandragem sposobnost, da hitro razumemo nasprotnikove namene in ga med bojem ali igro preslepimo, pretentamo in prevaramo.
Priljubljen brazilski rek »Malandro demais se atrapalha« pomeni, da ko nekdo skuša biti preveč pameten ali premeten, namesto da bi zmedel svojega nasprotnika, zmede samega sebe.

## Sistem činov
Capoeira zaradi svojega porekla nikoli ni imela enotnosti ali splošnega dogovora pri napredovanju. Razvrstitev ali sistem napredovanja sledi isti poti, vendar nikoli ni obstajal sistem razvrščanja, ki bi ga sprejela večina mojstrov. To pomeni, da je stopnja napredovanja odvisna od tradicije skupine.
Najpogostejši sistem je uporaba obarvane vrvi, imenovane corda ali cordão, vezane okoli pasu. Nekateri mojstri uporabljajo različne sisteme ali celo sploh nobenega sistema. Pasovi določajo stopnjo znanja vadečega, njegove zavzetosti na treningih, napredovanja, truda in sodelovanja, pri delovanju društva.
Obstaja veliko entitet (lig, zvez in združenj), ki so poskušale poenotiti sistem diplomiranja. Najbolj običajen je sistem Confederação Brasileira de Capoeira (Konfederacija Brazilske capoeire), ki sprejema vrvi z barvami brazilske zastave, zelene, rumene, modre in bele barve.
Čeprav se široko uporablja z mnogimi majhnimi različicami, mnoge velike in vplivne skupine še vedno uporabljajo različne sisteme, na primer, v skupini Porto da Barra, ki uporablja pasove, ki pripovedujejo o brazilski suženjskski zgodovini. Celo sistem Confederação Brasileira de Capoeira ni splošno sprejet kot glavni capoeirski glavni predstavnik.
V velikem številu skupin (predvsem šolah Angole) ni vidnega sistema razvrščanja. Vendar še vedno lahko obstaja več statusov: študent, treinel, profesor, kontramestre in mestre, vendar pogosto brez vrvi.